# Denethor
Denethor II è un personaggio di Arda, l'universo immaginario fantasy creato dallo scrittore inglese J. R. R. Tolkien. È il ventiseiesimo e ultimo Sovrintendente Regnante di Gondor, succeduto alla morte del padre, Ecthelion II, nell'anno 2984 della Terza Era.

## Biografia

Scudo d'arme dei sovrintendenti reggenti: le tengwar R, ND ed R riproducono la parola arandur il cui significato è custode.

Nato nel 2930 TE, terzogenito ma unico figlio maschio di Ecthelion II, Denethor crebbe abbastanza trascurato dal padre che mostrò sempre una maggior considerazione per un guerriero di nome Thorongil (in realtà Aragorn sotto falso nome) che si era trasferito a Gondor da Rohan, ove aveva servito il re Thengel.
I rapporti di Denethor con Thorongil non furono mai positivi: da un lato, il padre e il popolo sembravano infatti anteporre lo straniero al figlio del sovrintendente, e dall'altro, essendo di spirito pronto e perspicace, il figlio aveva intuito la reale identità di questi e temeva che potesse soppiantarlo e riportare così sul trono la stirpe di Isildur con l'aiuto di Gandalf il Grigio, di cui Denethor poco si fidava.
Tuttavia, lo scontro con Thorongil non si verificò dal momento che questi, dopo aver incendiato le navi dei corsari al porto di Umbar e dopo aver sconfitto con poche perdite il Capitano del Porto della città, decise di congedarsi da Echtelion e di partire da solo.
Fu un precoce studioso della tradizione di Gondor e degli archivi di Minas Tirith ove solo i membri della casa dei sovrintendenti potevano accedere e parte dei suoi studi furono dedicati ai Palantíri.
Pochi anni dopo, nel 2984, Echtelion II morì e Denethor divenne sovrintendente dimostrandosi fin dal principio come un sovrano volitivo, energico ma rigido.
Nel 2969, a 39 anni, sposò Finduilas di Dol Amroth (2950 - 2988), la figlia del Principe Adrahil di Dol Amroth, da cui ebbe due figli: Boromir (2978 - 26 febbraio 3019) e Faramir (nato nel 2983).
Ella però visse per soli dodici anni dalle nozze e morì all'età di soli trentun anni; senza mai più risposarsi, Denethor divenne più tetro e più silenzioso di prima e iniziò a trascorrere lunghe ore seduto nella solitudine della Torre Bianca prevedendo che l'attacco di Sauron sarebbe giunto durante la sua sovrintendenza.
Per questo motivo e per conoscere le intenzioni del nemico, sicuro della sua forza di volontà, osò guardare nel Palantír di Anárion, il più legato a quello di Isildur, caduto nelle mani del signore di Mordor; nessuno dei sovrintendenti e neppure i re Eärnil ed Earnur avevano osato ciò temendo che Sauron potesse irretirli. In questo modo Denethor apprese molte cose che accadevano nel suo regno e oltre le sue frontiere ma, sebbene la sua forza di volontà fosse tale che neppure l'oscuro signore riuscì a piegarla, la lotta contro il volere di Sauron lo indebolì notevolmente facendolo invecchiare precocemente e alimentando in lui l'orgoglio e la disperazione.
All'inizio de Il Signore degli Anelli, Denethor perse suo figlio Boromir, morto per mano degli Orchi mentre era in viaggio con la Compagnia dell'Anello. Ricevette la notizia alcune settimane più tardi quando il figlio secondogenito Faramir, scorta una barca elfica diretta verso il mare con la salma del fratello, ritrovò il suo corno spezzato e lo riportò al padre il cui stato fisico e mentale declinò ulteriormente. Ormai conscio che il nemico avrebbe attaccato Gondor, il sovrintendente cercò di rafforzarne le difese: comandò ai signori dei feudi meridionali di condurre rinforzi a Minas Tirith, fece riparare la Muraglia del Rammas Echor e infine, sia pure con scarsa speranza, inviò messaggeri a Rohan per richiedere l'intervento della cavalleria dei Rohirrim.
All'arrivo di Mithrandir, accompagnato dall'hobbit Peregrino Tuc, mostrò diffidenza nei confronti dello stregone, arrivando anche al punto di un vero e proprio scontro, e allo stesso tempo curiosità nei confronti del mezzuomo accettando che questi prestasse servizio presso di lui come pegno per il sacrificio di Boromir
Caduta la piazzaforte di Osgiliath, ordinò a Faramir di difendere il Pelennor e la Muraglia del Rammas Echor che il padre aveva fatto costruire con grande fatica, ma l'altro, dopo aver sconfitto l'avanguardia del nemico, fu gravemente ferito da una freccia. Accecato dal dolore e dalla disperazione, rimase accanto al figlio morente e si rifiutò di condurre la difesa della città affidandola al principe di Dol Amroth e a Gandalf. Ordinò alle sue guardie di portare nella stanza della legna da ardere e di posarla tutt'intorno e sotto di loro e poi di versarvi sopra dell'olio e appiccare il fuoco:
(J.R.R. Tolkien, Il Signore degli Anelli, Il ritorno del re.)
Solo grazie all'intervento di Pipino, aiutato da Beregond, una delle guardie della Città, e da Gandalf il bianco, Faramir poté scampare alla morte. Denethor, invece, si suicidò il 15 marzo 3019, gettando una torcia sulla pira su cui si trovava: prese il bastone di Sovrintendente che giaceva ai suoi piedi e lo spezzò contro il ginocchio, ponendo in tal modo fine alla successione dei Sovrintendenti regnanti; poi, lanciati i pezzi nel fuoco, si chinò e si distese tra le fiamme stringendosi al petto il palantír con entrambe le mani. Il suo cadavere venne ritrovato a pezzi alcuni giorni dopo.

## Analisi del personaggio

### Creazione e sviluppo
In una delle prime versioni del capitolo "Il Consiglio di Elrond", Boromir diceva di essere il figlio del re d'Ond. Nel capitolo finale de La Compagnia dell'Anello, "La Compagnia si scioglie", il nome del personaggio fu poi modificato in Denethor e al posto della carica di sovrano, egli assunse il termine onorifico di Sire indicando la sua importanza a Gondor. Il titolo di sovrintendente gli venne conferito da Tolkien solo in un secondo momento.
La personalità del personaggio non ebbe modifiche nel corso della scrittura de Il Signore degli Anelli. L'unica modifica riguarda la fine del personaggio: se nell'opera muore suicida, nelle prime bozze Tolkien aveva pensato di far sopravvivere il personaggio alla Battaglia dei Campi del Pelennor e dopodiché lui avrebbe ostacolato l'incoronazione di Aragorn.
Infine, il nome deriva da quello del re degli elfi nandorin Denethor ed in lingua Sindarin assume il significato di "alto e sottile"

### Aspetto fisico
La prima descrizione del personaggio avviene nel primo capitolo de Il ritorno del re:
(Prima descrizione di Denethor, J.R.R. Tolkien, Il Signore degli Anelli, Il Signore degli Anelli - Il ritorno del re.)
In un'occasione, Pipino notò che il personaggio appariva molto più vecchio, anche più di Gandalf, nonostante quest'ultimo fosse molto più anziano del sovrintendente:
Il motivo della vecchiaia di Denethor è dovuto, come narrato nelle Appendici, all'eccessivo uso del palantír e alle continue lotte di volontà che il sovrintendente intraprendeva contro Sauron allo scopo di conoscerne i piani e contrastarlo. Lo stesso Sauron tentò di strappare il controllo della pietra dalle mani di Denethor ma non ci riuscì mai a causa della forza di volontà, dell'integrità e del diritto del sovrintendente e si dovette contentare ad indebolirne la ragione mostrandogli continuamente la forza di Mordor.
Infine era solito vestire anche di notte la cotta di maglia e l'armatura affinché, come disse lui stesso a Pipino, "l'età non renda il mio corpo molle e timoroso".

### Personalità
La personalità di Denethor, descritta principalmente negli "Annali dei Re e dei Governatori" che forniscono informazioni anche in merito ai fatti antecedenti Il Signore degli Anelli, è molto complessa: Tolkien scrive che Denethor era «un uomo orgoglioso, alto, valoroso, e più regale di qualunque altro uomo apparso a Gondor, saggio, lungimirante, e colto nelle antiche saghe».
Sempre nelle Appendici, Tolkien afferma che Denethor preferiva di gran lunga Saruman a Gandalf, mentre detestava particolarmente Aragorn, sia perché quest'ultimo era molto benvoluto da suo padre Ecthelion II e sia perché Denethor temeva che il ramingo potesse ripristinare la stirpe di Isildur. Il rancore per Gandalf e Aragorn spinse Denethor a desiderare di acquisire ancora più conoscenza, fino a eguagliare o addirittura superare i due nemici. Per questo, dopo essere diventato sovrintendente, Denethor dimostrò di essere un sovrano volitivo. Tuttavia, a grandi doti di comandante e stratega accompagnava un'estrema freddezza; parlava pochissimo, ascoltava a fondo i pareri dei suoi consiglieri e poi seguiva unicamente la propria testa. Quest'aria di distacco ben presto gli alienò l'affetto del popolo.
Denethor possedeva un'enorme forza di volontà e il dono della preveggenza, per via della straordinaria purezza del lignaggio della sua famiglia. Nelle parole di Gandalf:
La vita di Denethor fu scossa da molti lutti. Il primo fu quello della moglie Finduilas, a seguito del quale divenne più cupo e sospettoso e che probabilmente lo spinse all'errore fatale di guardare nel palantír, che lo indebolì profondamente, sia mentalmente che fisicamente. Il secondo lutto fu la morte del figlio primogenito Boromir, durante la Guerra dell'Anello.
Tolkien rimarca nel racconto come Denethor fosse legato particolarmente a Boromir, mentre disprezzava alcune delle qualità del secondogenito Faramir. Denethor, infatti, era particolarmente scontroso nei confronti di Faramir e non sopportava che il figlio fosse amico di Gandalf. Per questo motivo egli affermò in un'occasione di desiderare che i destini dei due fratelli fossero invertiti, ovvero che Faramir morisse e che Boromir vivesse:
-"Si, l'avrei davvero desiderato", rispose Denethor. "Perché Boromir era leale verso di me e non era il pupillo di uno stregone."»
(J.R.R. Tolkien, Il Signore degli Anelli, Il ritorno del re.)
Solo durante la Battaglia dei Campi del Pelennor Denethor dà prova di voler bene anche a Faramir. Lo stesso Gandalf aveva predetto il cambiamento del sovrintendente: «tuo padre ti ama Faramir, e se ne ricorderà prima della fine».

### Il rapporto con Théoden
Denethor ha alcune caratteristiche in comune con Théoden. Entrambi, infatti, cadono sotto l'influenza del nemico: Denethor si indebolisce osservando Sauron nel palantír, mentre Théoden cade sotto il controllo di Saruman a causa delle parole di Grima Vermilinguo. Entrambi perdono i loro rispettivi figli, Théodred per Théoden e Boromir per Denethor, prendono sotto il loro servizio uno Hobbit (Merry e Pipino rispettivamente) e muoiono durante la Battaglia dei Campi del Pelennor.
Tuttavia, i due leader hanno un ruolo diverso nel romanzo come gli stessi nomi sembrano suggerire: Theo-den, Dene-thor.
Opposti, infatti, sono i metodi di governo dato che Théoden si dimostra affabile e cordiale con i sudditi e con la famiglia, Denethor è rigido ed altero pur amando la moglie ed il figlio maggiore, l'uno accetta di combattere contro Mordor e muore valorosamente, l'altro, disperando di ogni via di salvezza, abbandona la guida del suo popolo e finisce per suicidarsi nel tentativo di ardersi vivo insieme a suo figlio minore e sempre malvoluto, Faramir.

### Similitudini in altre opere e personaggi
Denethor rimane uno dei pochi personaggi di Tolkien a morire suicida nelle sue opere. Molti critici hanno, inoltre, paragonato Denethor a molti personaggi letterali e storici: Lady Macbeth, Didone. e Hildeburh per quanto riguarda la scelta di suicidarsi e Carlo Magno per quanto riguarda il dolore della perdita di un parente (per Carlo Magno si tratta di Orlando).

## Adattamenti

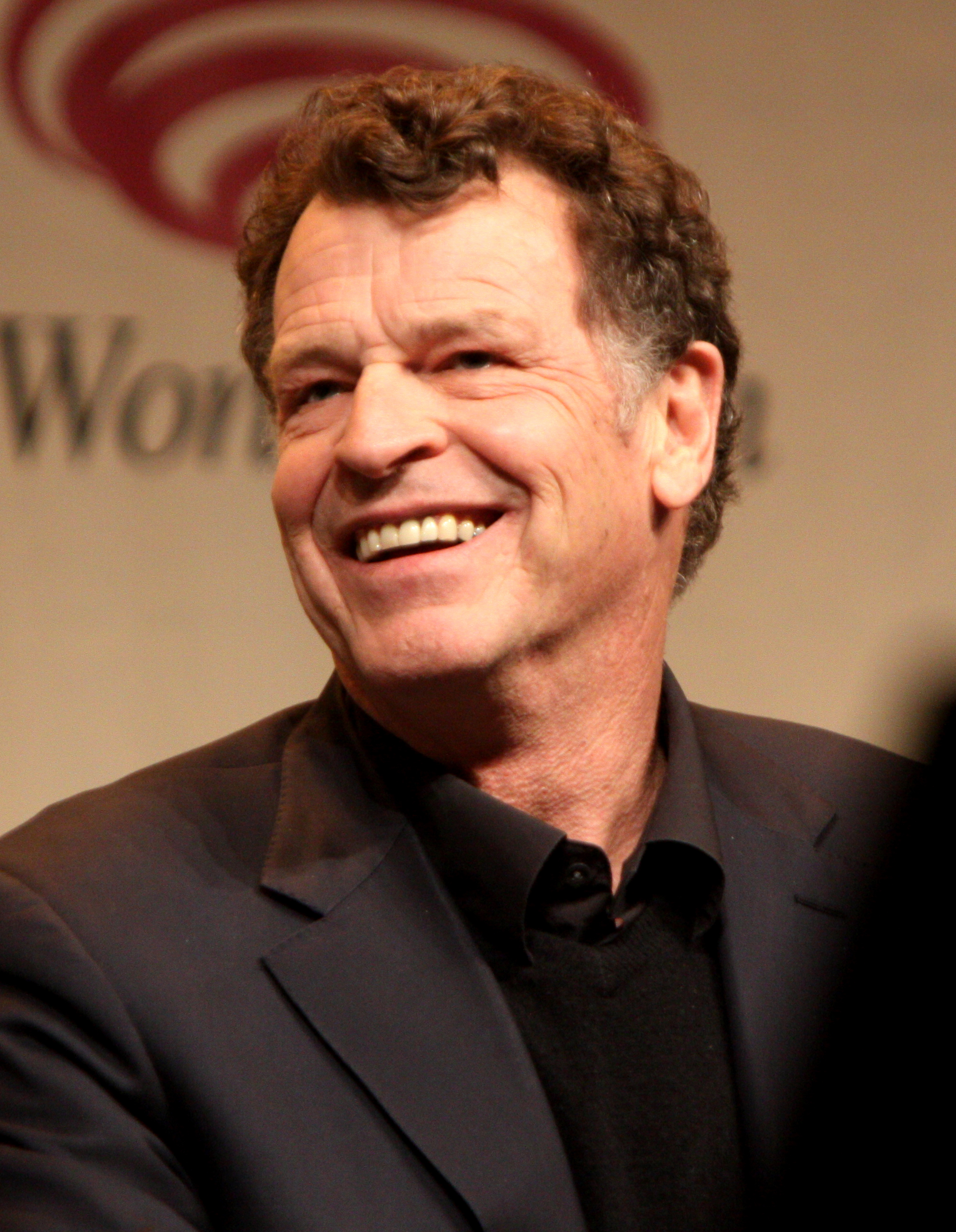
John Noble nel 2012

Denethor è apparso in molti adattamenti cinematografici e radiofonici de Il Signore degli Anelli. Il primo adattamento è quello prodotto dalla BBC Radio nel 1956, in cui Denethor era doppiato da Robert Farquharson, che però non riscosse il successo sperato; persino Tolkien rimase deluso dell'opera. Tom Luce ha doppiato Denethor nell'adattamento radiofonico del 1979, sempre prodotto dalla BBC. Sempre la BBC ha prodotto un ulteriore adattamento radio intitolato The Lord of the Rings (1981), in cui questa volta fu Peter Vaughan a doppiare Denethor.
Nel film di animazione del 1980, mai doppiato in italiano, de Il ritorno del re la voce di Denethor fu doppiata da William Conrad.
Nella trilogia de Il Signore degli Anelli di Peter Jackson, Denethor è interpretato da John Noble. Compare ne Le due torri (ma solo nella versione estesa) e ne Il ritorno del re. In quest'ultimo, Denethor appare completamente irrazionale; invia il suo unico figlio superstite, insieme ad un'unità di cavalleria, in una missione suicida verso la città di Osgiliath, catturata dal nemico e rifiuta di accendere i falò d'avvertimento per chiedere l'aiuto di Rohan. Più tardi, invece di bruciare sulla pira come nel libro, si getta, già coperto di fiamme, dalla sommità di Minas Tirith durante l'assedio, morendo nella caduta.
Il suo palantír non viene mai mostrato nel film. Nel libro la sua pazzia è tanto più pericolosa in quanto sembra seguire una certa logica: Sauron ha un numero di truppe decisamente superiore a quelle di Gondor e le ha sicuramente mostrate al Sovrintendente attraverso il palantír. Le sue azioni, tuttavia, non rivelano la sua insanità mentale: la missione verso Osgiliath non appare suicida, la città non è ancora stata conquistata (anzi, senza di essa le truppe in rotta sarebbero state sicuramente annientate), e messaggeri sono stati inviati a Rohan, benché Denethor non si aspetti molto aiuto. La pazzia dell'uomo, infatti, comincia solo dopo la presunta morte del figlio Faramir.